# William O’Brien (Politiker, 1852)

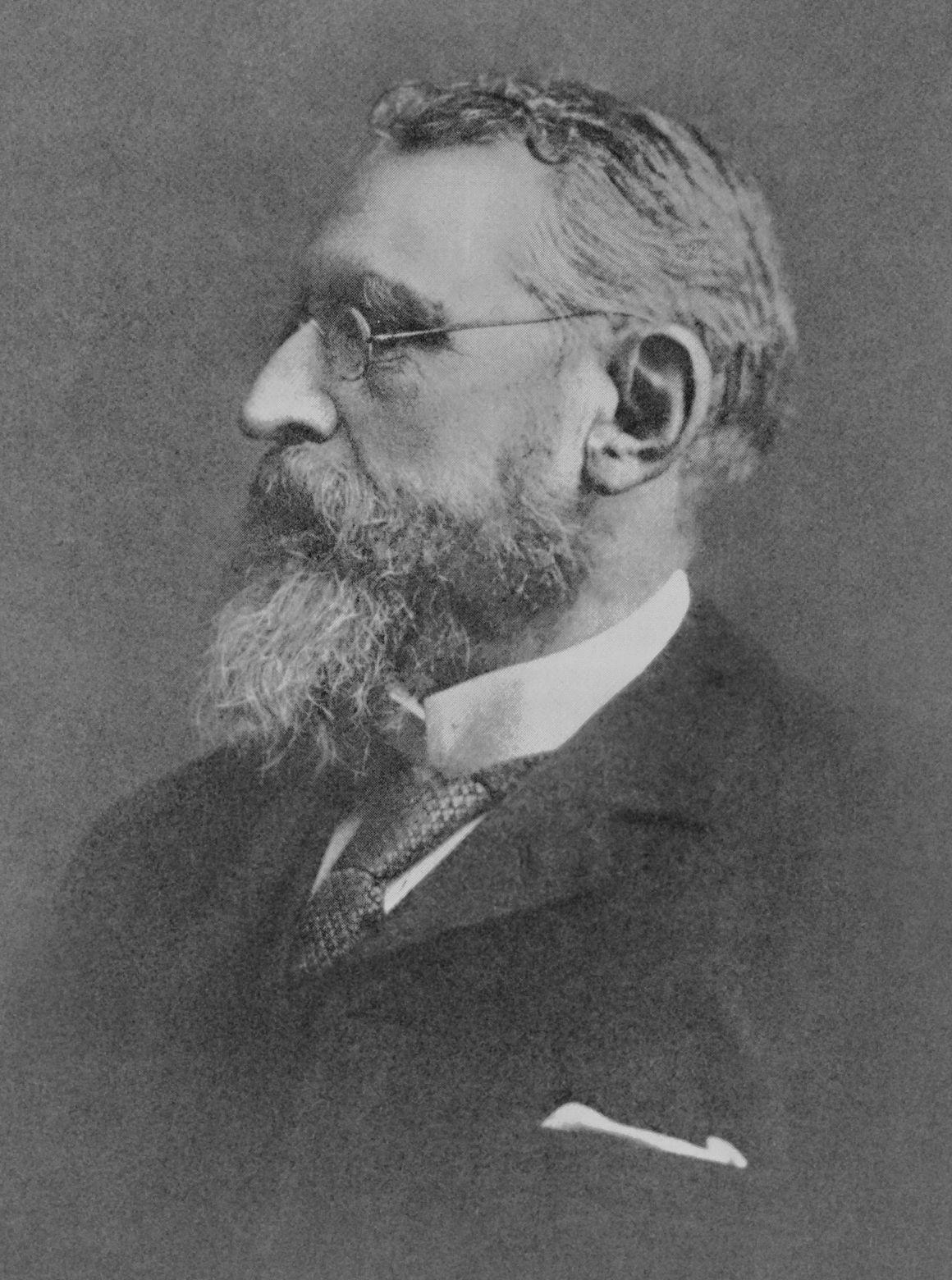
William O’Brien

William O’Brien (* 2. Oktober 1852 in Mallow; † 25. Februar 1928 in London) war ein irischer Journalist und Politiker und neben Charles Stewart Parnell der bedeutendste Vertreter des irischen Nationalismus seiner Zeit.
O’Brien arbeitete seit 1869 als Journalist. 1881 holte ihn Parnell als Herausgeber zur Wochenzeitschrift United Ireland der Irish Land League. Die Zeitschrift wurde im Herbst des gleichen Jahres verboten, und O’Brien, Parnell und andere kamen in Haft im Kilmainham Gaol. Dort verfasste O’Brien ein No Rent Manifesto. Nach seiner Entlassung 1882 wurde er Herausgeber der Zeitschrift United Ireland.
Von 1883 bis 1885 war er Mitglied des House of Commons. Mit dem Erlass des Coercion Act 1887 kam er erneut in Haft. 1902 unterstützte er die Land Conference, deren Wyndham Land Purchase Act (1903) zum Übergang des irischen Bodens aus dem Besitz englischer Großgrundbesitzer in den der irischen ehemaligen Pächter bewirkte. 1910 gründete er die All-for-Ireland League, deren Anhänger nach dem Ersten Weltkrieg sich mehrheitlich Arthur Griffith’ Sinn Féin Party anschlossen.

## Quelle
- Encyclopaedia Britannica - William O’Brien